# 邢夫人 (红楼梦)
邢夫人，是中國古典小說《红楼梦》中的人物。

## 人物概述
邢夫人是荣国府贾赦的夫人，贾琏、贾琮和賈迎春的嫡母，“傻大舅”邢德全的姐姐，邢岫烟的姑母。因賈母偏疼次子賈政，其娘家地位又不高，故在贾府中并不掌管家务。

## 經歷
在小说的第三回“托内兄如海荐西宾，接外孙贾母惜孤女”中，邢夫人首次出场，在第四十六回“尴尬人难免尴尬事，鸳鸯女誓绝鸳鸯偶”中，贾赦想讨贾母的大丫环鸳鸯为妾，邢夫人只知奉承贾赦，找鸳鸯花言巧语百般许诺，后鸳鸯在贾母面前跪诉，邢夫人遭贾母训斥方才作罢。后来邢夫人的弟弟一家投奔贾府，邢岫烟也住到大观园中。
在第七十三回“痴丫头误拾绣春囊，懦小姐不问累金凤”中，傻大姐在姑娘們居住的大观园捡拾到一个繡春囊，正好被邢夫人撞见。由於其與管家主事的妯娌王夫人、兒媳王熙鳳素有矛盾，便故意將繡春囊交予王夫人處理，借机一石二鸟，想让王夫人与王熙鳳姑侄俩难堪，進而导致了抄撿大观园。而象徵理想世界的大觀園受到破壞，預示了賈府由盛轉衰。
在第四十六回，曹雪芹借凤姐之口描绘出邢夫人的性格秉性“邢夫人禀性愚弱，只知奉承贾赦以自保，次则婪取财货为自得，家下一应大小事务俱由贾赦摆布。凡出入银钱一经他的手，便克扣异常，以贾赦浪费为名，“须得我就中俭省，方可偿补。”儿女奴仆，一人不靠，一言不听。”